# 단다린 이치마루이치
《단다린一〇一》(일본어: ダンダリン一〇一 ダンダリンいちまるいち[*])은 원작:타지마 타카시, 자작화:스즈키 마사카즈에 의한 일본의 만화 작품이다.
고단샤의 만화 잡지 《모닝》에서 2010년 1월부터 연재되었다.
2013년 10월부터 12월까지는, 본작을 원작으로 한, 타케우치 유코 주연의 연속 텔레비전 드라마 《단다린 노동기준감독관》이 방송되었다.

## 개요
노동기준감독서를 무대로 해, 주인공·단다 린을 시작해 노동기준감독관들이, 노동 기준법, 노동 안전 위생법 그 외의 동서의 소관 법령을 적용해 블랙 기업 등의 노동법령의 준수가 부족한 기업을 적발해, 일본의 노동자를 지켜 간다고 하는 이야기이다.
《단다린一〇一》의 타이틀은, 주인공·단다 린으로부터 인용된 것으로, 그 기태한 이름과 템포 좋은 발음 리듬에서 흥미를 돋운다.

## 텔레비전 드라마
《단다린 노동기준감독관》(일본어: ダンダリン 労働基準監督官)은 2013년 10월 2일부터 12월 11일까지 닛폰 TV의 《수요 드라마》(매주 수요일 22:00 ~ 23:00, JST)에서 방송된 일본의 텔레비전 드라마이다. 이 작품부터 《수요 드라마》 시간대가 6분 확대되어, 종료 시각이 23:00이다. 주연은 타케우치 유코. 캐치프레이즈는, 〈일하는 사람을 지키기 위해, 일하는 사람이 있다〉.

### 등장인물

#### 서도쿄 노동기준감독서
감독·안위과 노동기준감독관
단다 린 (32) - 타케우치 유코
아오야마서에서 이동해 온 감독관.
미나미산조 카즈야 (27) - 마츠자카 토리
단다와 짝을 짓도록 명받는다.
온다 유지 (38) - 미즈하시 켄지

코미야 루리코 (23) - 트린들 레이나

타나카 마사카즈 (38) - 오오쿠라 코지

도테야마 이쿠오 (44) - 키타무라 카즈키
과장.
오오타 쇼코 (53) - 오오시마 요코

마나베 카사네즈마 (55) - 사노 시로

#### 아이바 사노사 사무소
쿠루미자와 우미 (27) - 카자마 슌스케

아이바 히로미 (50) - 카쿠 치카코

#### 그 외
콘노 미도리 (41) - 니시다 나오미

미나미산조 쿄코 (50) - 이시노 마코
카즈야의 엄마.

#### 게스트

##### 제1화
니시카와 오사무 - 와타나베 잇케이
카모미츠 하우징 영업부 리폼 카운셀러.
카모미츠 아키라 - 덴덴
카모미츠 하우징 사장.
야마자키 - 쵸 타미야스
akari cafe 점장.
니시카와 요코 - 나가노 사토미
오사무의 부인.
키노시타 켄지로 - 코하마 마사히로
검사.

##### 제2화
하나에 하루나 - 히라야마 아야
야무챠 카페 〈근두운〉 타하라점 점장.
시이나 타카유키 - 사사이 에이스케
시이나 푸즈 사장.

##### 제3화
아이시마 코지 - 마기
도테야마의 대학 야구부 시절의 팀 메이트.
사토 - 오카야마 하지메
아이시마의 부하.

##### 제4화
사나다 유미코 - 시다 미라이
다이요 스포츠 내정 사원.
야마가타 유키오 - 아난 켄지
다이요 스포츠 인사부 부장.
다이요 신이치 - 카네다 아키오
다이요 스포츠 사장.

##### 제5화
카라사와 타카시 - 카쿠 켄토
〈셰·카와이〉 파티시에.
카와이 히데키 - 토네사쿠 토시히데
〈셰·카와이〉 오너.
유리하마 - 미카미 이치로
변호사.

##### 제6화
스기시타 히로시 - 시마다 큐사쿠
세카이 부품 공장 사장.
하루사와 아키코 - 하마다 마리
나나츠지 기계 부품 공장 공장원.
키타가와 - 마에다 켄
스기시타의 부하.
요시다 - 와키 토모히로
스기시타의 부하.
노이 - 분시리
세카이 부품 공장에서 일하는 외국인 노동자의 리더.

##### 제7화
타케미츠 - 하세가와 하츠노리 (제8화)
타케미츠 제작소 사장.
치가사키 히데오 - 오오타카 히로오
타케미츠 제작소 현장 작업원.
타바타 마사히로 - 이토 마사유키 (제8화)
타케미츠 제작소 현장 작업 책임자.
치가사키 슈지 - 나카무라 토모야
히데오·케이코의 아들.
치가사키 케이코 - 아사카 마유미
히데오의 아내.

##### 제8화
나나토미 야스시 - 마스 타케시
나나토미 홀딩스 사장.
시마네 나오토 - 이시이 마사노리
〈아디오스〉 서도쿄역 앞점 점장.
오야마다 코우 - 이시다 타쿠야
〈아디오스〉 서도쿄역 앞점 사원.
스즈키 케이타 - 코야마 히로노리
〈아디오스〉 공원 앞점 점장.
오야마다 테루미 - 카토 카즈코
코우의 어머니.

##### 제9화
카지카와 토오루 - 마츠다 사토시 (제5화)
호텔 카지카와 사장.

##### 제10 ~ 최종화
이이노(미코시바) 신지 - 에모토 아키라 (제9화)
어플 드림 사장.
코니시 미츠키 - 이시바시 안나
어플 드림 서도쿄 룸 사원.
키시모토 요시아키 - 카나이 유타
단다의 학생 시절부터의 친한 친구.
하스누마 죠 - 오카모토 코타로
미츠키의 상사.
나가시마 카나코 - 쿠도 리사
미츠키의 선배 사원.
코니시 켄지 - 후세 히로시 (최종화)
미츠키의 아버지.

### 스태프
- 각본 - 하타 타케히코
- 음악 - 아사쿠사 진타
- 연출 - 사토 토야, 나카지마 사토루, 마츠나가 요이치
- 치프 프로듀서 - 이토 히비키
- 프로듀서 - 미카미 에리코, 야나우치 쿠니코 (AX-ON)
- 제작 협력 - 닛테레 악스온
- 제작 저작 - 닛폰 TV

### 방송 일자
| 방송회                                                     | 방송일          | 부제                                                     | 연출            | 시청률 |
| ---------------------------------------------------------- | --------------- | -------------------------------------------------------- | --------------- | ------ |
| 제1화                                                      | 2013년 10월 2일 | 일하는 사람을 지키고 싶어…블랙 기업에 제재를             | 사토 토야       | 11.3%  |
| 제2화                                                      | 10월 9일        | 여자 우습게 보지마 내사 24시! 성희롱 사장에게 소리쳐라!! | 사토 토야       | 7.8%   |
| 제3화                                                      | 10월 16일       | 지켜야 할 것은? 우정인가 법률인가                        | 나카지마 사토루 | 7.4%   |
| 제4화                                                      | 10월 23일       | 학생 절망!? 내정 자르는 기업에 소리쳐라                  | 나카지마 사토루 | 7.2%   |
| 제5화                                                      | 10월 30일       | 싫은 회사를 그만두는 방법                                | 사토 토야       | 5.1%   |
| 제6화                                                      | 11월 6일        | 일본은 일하기 쉬운 나라입니까                            | 나카지마 사토루 | 7.6%   |
| 제7화                                                      | 11월 13일       | 일하는 것의 벽이란…단다화 되지 않는 지도계               | 마츠나가 요이치 | 7.2%   |
| 제8화                                                      | 11월 20일       | 회사가 싫으면 그만두면 돼? 일하는 사람의 선택지          | 나카지마 사토루 | 5.6%   |
| 제9화                                                      | 11월 27일       | 일하고 있는데 노동자가 아니다!? 법률의 내막              | 사토 토야       | 7.4%   |
| 제10화                                                     | 12월 4일        | 상처입힌 노동자에의 대가!? 감독관을 그만두는 때          | 마츠나가 요이치 | 6.3%   |
| 최종화                                                     | 12월 11일       | 무엇을 위해 일하는 것인가…감독관으로서의 대답            | 사토 토야       | 8.6%   |
| 평균 시청률 7.5% (시청률은 칸토 지구·비디오 리서치사 조사) |                 |                                                          |                 |        |

- 첫회는 10분 확대 (22:00 ~ 23:10).
- 제5화는 《프로야구 일본 시리즈 제4전》 중계 연장 때문에, 110분 지연 (23:50 ~ 다음날 0:50).
- 제7화는 《그라챤 발레 여자 제2전》 중계 연장때문에, 25분 지연 (22:25 ~ 23:25).
- 제9화는 《닛테레 계 음악의 제전 베스트 아티스트 2013》 때문에, 30분 지연 (22:30 ~ 23:30).